# Cham joh-eun sijeol
Cham joh-eun sijeol (hangeul: 참 좋은 시절, lett. Tempi molto belli; titolo internazionale Wonderful Days, conosciuta anche come Very Good Times) è una serie televisiva sudcoreana trasmessa su KBS2 dal 22 febbraio al 10 agosto 2014.

## Trama
Kang Dong-seok ha superato la povertà e ha lasciato il suo piccolo paese per diventare un procuratore di successo. Un genio distaccato, la sua arroganza e il suo malumore lo mettono in contrasto con le persone, inclusa la sua famiglia, dalla quale si è allontanato. Dopo quindici anni, Dong-seok torna nella sua città natale e si riconnette con le sue radici, re-imparando il valore del calore del vicinato e il vero significato della famiglia e dell'amore. La sua famiglia è formata dal fratello maggiore Dong-tak, un presentatore di eventi che sogna di diventare attore, dalla sorella minore Dong-ok, la cui mente è rimasta allo stato infantile dopo un incidente quando era piccola, e dal fratello minore Dong-hee. Facile all'ira e svelto di mano, Dong-hee fu espulso dal liceo per aver preso parte a una rissa nel tentativo di proteggere la compagna di classe Seo Jeong-ah, andata da lui tre mesi dopo dicendogli di essere incinta. Quindici anni dopo, Dong-hee si ritrova a vivere con i gemelli Seo, che vengono cresciuti come suoi fratelli, mentre lavora come guardia del corpo nella stessa compagnia del primo amore del fratello Dong-seok, Cha Hae-won. Nonostante le difficoltà incontrate nella sua vita, come la bancarotta del padre, Hae-won è una donna ottimista, e i sentimenti tra lei e Dong-seok si riaccendono.

## Personaggi
- Kang Dong-seok, interpretato da Lee Seo-jin e Park Bo-gum (da adolescente)
- Cha Hae-won, interpretata da Kim Hee-sun e Kwon Min-a (da adolescente)
- Kang Dong-hee, interpretato da Ok Taecyeon
Il fratello minore di Dong-seok.
- Kang Dong-tak, interpretato da Ryu Seung-soo
Il fratello maggiore di Dong-seok.
- Kang Dong-ok, interpretata da Kim Ji-ho e Lee Hye-in (da adolescente)
La sorella gemella di Dong-seok.
- Kang Tae-seob, interpretata da Kim Yeong-cheol
Il padre di Dong-seok.
- Jang So-shim, interpretata da Youn Yuh-jung
La madre di Dong-seok.
- Ha Young-choon, interpretata da Choi Hwa-jung
La seconda moglie di Tae-seob.
- Kang Ki-soo, interpretato da Oh Hyun-kyung
Il nonno di Dong-seok.
- Kang Ssang-shik, interpretato da Kim Sang-ho
Lo zio di Dong-seok.
- Kang Ssang-ho, interpretato da Kim Kwang-kyu
Lo zio di Dong-seok.
- Kang Mool, interpretato da Kim Dan-yool
La figlia di Dong-tak.
- Kang Dong-joo, interpretata da Hong Hwa-ri
La figlia di Dong-hee.
- Kang Dong-won, interpretato da Choi Kwon-soo
Il figlio di Dong-hee.
- Cha Hae-joo, interpretata da Jin Kyung
La sorella maggiore di Hae-won.
- Lee Myung-soon, interpretata da Noh Kyung-joo
La madre di Hae-won.
- Oh Seung-hoon, interpretato da Park Joo-hyung
- Kim Ma-ri, interpretata da Lee Elijah
- Jo Young-ran, interpretata da Yoon Yoo-sun
- Oh Chi-soo interpretato da Go In-beom
Il padre di Seung-hoon.
- Min Woo-jin, interpretato da Choi Woong
- Choi Mi-sook, interpretata da Yoon Ji-sook
- Han Jae-kyung, interpretata da Jang Joon-yoo
- Park Kyung-soo, interpretato da Oh Yong
- Bong Gook-soo, interpretato da Lee Yoo-joon
- Jo Won, interpretato da Kim Kwang-min
- Seo Jung-ah, interpretata da Lee Cho-hee
La ex di Dong-hee e madre dei gemelli Dong-joo e Dong-won.

## Colonna sonora
1. Main Title Wonderful Days (Main Title 아름다운 시절)
2. Beautiful Times (아름다운 시절) – Seo Young-eun
3. When Sadness Passes (슬픔도 지나고 나면) – Lee Moon-se
4. My Heart For One Person (한 사람을 위한 마음) – Shin Jae
5. Awkward Love (서툰 사랑) – Son Seung-yun
6. Beautiful Times (아름다운 시절) – Yoo Sung-eun
7. Good Times Indeed (참 좋은 시절) – Lee Moon-se
8. Beautiful Times (Acoustic Ver.)  (아름다운 시절 (Acoustic Ver.)) – Seo Young-eun
9. Beautiful Times (Acoustic Ver.)  (아름다운 시절 (Acoustic Ver.)) – Yoo Sung-eun
10. The Road Home (집으로 가는 길)
11. Tenderness of Touch
12. Thanks for the Memories
13. Good Times Indeed (참 좋은 시절)
14. Reminiscences
15. Day Dream
16. Family (가족)
17. Sad Waltz
18. Loneliness
19. Desire (염원)
20. For the Good Times

## Riconoscimenti
| Anno | Premio             | Categoria                                                   | Ricevente     | Risultato       |
| ---- | ------------------ | ----------------------------------------------------------- | ------------- | --------------- |
| 2014 | Korea Drama Awards | Miglior giovane attrice                                     | Hong Hwa-ri   | Candidato/a     |
| 2014 | APAN Star Awards   | Premio alla massima eccellenza, attore in un drama seriale  | Lee Seo-jin   | Candidato/a     |
| 2014 | APAN Star Awards   | Premio alla massima eccellenza, attrice in un drama seriale | Kim Hee-sun   | Vincitore/trice |
| 2014 | APAN Star Awards   | Premio all'eccellenza, attore in un drama seriale           | Ok Taecyeon   | Candidato/a     |
| 2014 | APAN Star Awards   | Miglior attore di supporto                                  | Ryu Seung-soo | Vincitore/trice |
| 2014 | APAN Star Awards   | Miglior attrice di supporto                                 | Kim Ji-ho     | Candidato/a     |
| 2014 | KBS Drama Awards   | Premio alla massima eccellenza, attrice                     | Kim Hee-sun   | Candidato/a     |
| 2014 | KBS Drama Awards   | Premio alla massima eccellenza, attrice                     | Youn Yuh-jung | Candidato/a     |
| 2014 | KBS Drama Awards   | Premio all'eccellenza, attore in un drama seriale           | Lee Seo-jin   | Candidato/a     |
| 2014 | KBS Drama Awards   | Premio all'eccellenza, attore in un drama seriale           | Ok Taecyeon   | Candidato/a     |
| 2014 | KBS Drama Awards   | Premio all'eccellenza, attrice in un drama seriale          | Kim Hee-sun   | Candidato/a     |
| 2014 | KBS Drama Awards   | Premio all'eccellenza, attrice in un drama seriale          | Kim Ji-ho     | Vincitore/trice |
| 2014 | KBS Drama Awards   | Miglior attore di supporto                                  | Ryu Seung-soo | Candidato/a     |
| 2014 | KBS Drama Awards   | Miglior attrice di supporto                                 | Jin Kyung     | Candidato/a     |
| 2014 | KBS Drama Awards   | Miglior nuovo attore                                        | Park Bo-gum   | Candidato/a     |
| 2014 | KBS Drama Awards   | Miglior giovane attore                                      | Choi Kwon-soo | Candidato/a     |
| 2014 | KBS Drama Awards   | Miglior giovane attrice                                     | Hong Hwa-ri   | Vincitore/trice |
| 2014 | KBS Drama Awards   | Miglior giovane attrice                                     | Joo Da-young  | Candidato/a     |